# Elvis: That's The Way It Is
Elvis: That's The Way It Is is een bioscoopdocumentaire uit 1970 met een registratie van Elvis Presleys optredens in Las Vegas in de showroom van het Hilton hotel in augustus 1970. Naast een grote hoeveelheid livemateriaal zijn er repetities en interviews met fans te zien.